# Werchowyna-Bystra
Werchowyna-Bystra (ukr. Верховина-Бистра) – wieś na Ukrainie, w obwodzie zakarpackim, w rejonie użhorodzkim, w hromadzie Stawne, w Bieszczadach. W 2001 roku liczyła 631 mieszkańców.
Nazwa wsi utworzona jest od terminu topograficznego (wierzchowina, werchowyna → Werchowyna).
Położenie wsi stosunkowo blisko granicy polskiej, a jednocześnie w sąsiedztwie terenów atrakcyjnych dla wypasu bydła lub zbioru grzybów albo jagód, powoduje, że mieszkańcy niejednokrotnie przekraczają w tych celach granicę państwową, wchodząc na głębokość kilku–kilkunastu metrów na terytorium Polski.
We wsi stoi cerkiew św. Apostołów Piotra i Pawła. Na wschód od miejscowości (m.in. na południowych stokach Rozsypańca) znajdują się serpentyny linii kolejowej z Użhorodu do Sambora.